# Vanja Lokar
Vanja (tudi Giovanni) Lokar, slovenski podjetnik, mecen, * 15. april 1939, Ajdovščina.

## Življenje in delo
Vanja (ime so mu takratne italijanske fašistične oblasti spremenile v Giovanni) Lokar se je rodil v Ajdovščini, oče je bil Filip, lesni trgovec, mati Helena (rojena Klodič), gospodinja. Kmalu po njegovem rojstvu se je družina preselila v Gorico, tam živela leto dni, nekaj mesecev pa tudi v Trbižu, kjer je imel njegov oče svojo žago. Tam je Vanja star štiri leta dočakal kapitulacijo kraljevnine Italije. Trbiž so leta 1943 zaradi vdora Nemcev zapustili, in se odpravili v Trst. Tam je začel obiskovati drugi razred slovenske šole, saj je prvega že dokončal v Gorici.
Po osnovni šoli ga je oče vpisal na italijansko tehnično šolo, v kateri je dokončal prvi letnik višje šole, v drugem pa so ga vrgli iz nje. Leto dni je delal v lesnem skladišču v Trstu, nato pa so se starši odločili, da bo šolanje nadaljeval. Vpisal se je na trgovsko akademijo v bližino Trevisa, katero je po treh letih zaključil.
Po očetovi smrti je leta 1958 prevzel vodenje njegovega lesnega podjetja. V tem času je spoznal Sonjo Polojaz, hčerko trgovca s kavo. Leta 1963 se je z njo poročil, njegov tast Libero Polojaz ga je zvabil v svoje podjetje Transcoloniale. Sprva je dopoldne delal z lesom, popoldne pa s kavo. Kasneje se je odločil za trgovanje samo s kavo, saj je bilo trgovanje z lesom veliko težavnejše. Svoj delež je v lesnem podjetju leta 1966 prodal poslovnemu partnerju in se popolnoma posvetil trgovini s kavo. Leta 1976 se je podjetje preimenovalo v Cogeco (Commerce generale caffe), in takrat je Lokar postal polovični lastnik tega podjetja. Leta 1979 je iz političnih ved diplomiral na Univerzi v Trstu.
V Trstu je leta 1989 kupili pražarno Cremcaffe, ki je zelo dobro delovala, kasneje pa jo je pred upokojitvijo prodal dunajskemu podjetniku.
Lokar je vnet zbiralec ročno izdelanega porcelana, katerega ima v svoji zbirki že preko 500 kosov. Svojo zbirko je že razstavljal v Trstu, Berlinu in Narodnem muzeju v Ljubljani. Ob razstavah so nastali tudi bogati knjižni katalogi. Zbira tudi druge starine in slike.
Vanja Lokar je tudi radodarni mecen, saj je leta 1993 podaril celotni originalni izvod Valvasorjeve Slave vojvodine Kranjske (Nürnberg, 1689) muzeju na gradu Bogenšperk.
Leta 2004 je prejel Valvasorjevo častno priznanje za razstavo svoje zbirke porcelana (Zemlja, ogenj & kava) in sponzoriranje postavitve v Narodnem muzeju Slovenije.
Leta 2014 je prispeval k odprtju Tržaškega knjižnega središča, saj je poskrbel, da bi podjetje dobilo pravo lokacijo v centru mesta Trst.
Leta 2016 je prejel nagrado gospodarstvenik Primorske, ki jo podeljujejo Radio Koper, Televizija Koper-Capodistria in Primorske novice.
Leta 2021 je unikatno porcelanasto skodelico, poslikano z veduto tržaškega Velikega trga iz leta 1827, najprej razstavljal v Mestnem muzeju orientalske umetnosti v Trstu, nato pa jo daroval muzeju.
Leta 2025 se je odločil, da bo svojo bogato in dragoceno zbirko porcelana daroval mestu Trst, kjer bo v muzeju Sartorio stalno razstavljena.